# Tricalysia boiviniana
Tricalysia boiviniana är en måreväxtart som först beskrevs av Henri Ernest Baillon, och fick sitt nu gällande namn av Ranariv. och De Block. Tricalysia boiviniana ingår i släktet Tricalysia och familjen måreväxter. Inga underarter finns listade i Catalogue of Life.